# Machina II/The Friends & Enemies of Modern Music
Machina II/The Friends & Enemies of Modern Music ist das sechste Musikalbum der Smashing Pumpkins. Es ist das zweite Konzeptalbum nach Machina/The Machines of God und wurde am 5. September 2000 im Internet unter dem bandeigenen Label Constantinople Records veröffentlicht.

## Hintergrund und Veröffentlichung
Virgin wollte Machina II so kurz nach Machina/The Machines of God nicht veröffentlichen, was auch auf den eher mäßigen Erfolg des Albums zurückzuführen ist. So wurden von Machina II nur 25 Kopien gefertigt und diese an besonders eingefleischte Fans versandt. Kurz darauf wurde es dann als Abschiedsgeschenk für ihre Fans unentgeltlich im Internet zum Download bereitgestellt. Hiervon existieren zwei Versionen. Eine Version basiert auf internen Promo-Aufnahmen von Virgin. Die zweite Version resultiert aus Digitalisierungen der Vinylversion mit unterschiedlicher Qualität. Eine qualitativ hochwertige Version stammt von Radiosender Q101, der eine der 25 Urveröffentlichungen mit professionellem Equipment digitalisiert hatte. Der Download ist in verschiedenen Formaten wie FLAC, Ogg und MP3 möglich.
Ursprünglich sollte es das letzte Album der Smashing Pumpkins sein, jedoch erschien 2007 nach langjähriger Pause unter dem Titel Zeitgeist ein neues Studioalbum.

## Trackliste

### EP 1 (CR-01)
1. Slow Dawn – 3:10
2. Vanity – 4:08
3. Saturnine (MACHINA II version) – 4:11
4. Glass’ Theme (spacey version) – 2:55

### EP 2 (CR-02)
1. Soul Power – 3:02
2. Cash Car Star (version 1) – 3:41
3. Lucky 13 – 3:09
4. Speed Kills (alternate version) – 4:47

### EP 3 (CR-03)
1. If There Is A God (piano + vocals) – 2:34
2. Try, Try, Try (version 1 alternate mix) – 4:22
3. Heavy Metal Machine (version 1 alternate mix) – 6:47

### LP (CR-04)
1. Glass’ Theme – 1:54
2. Cash Car Star (version 2) – 3:18
3. Dross – 3:32
4. Real Love – 4:09
5. Go – 3:47
6. Let Me Give The World To You – 4:00
7. Innosense – 2:27
8. Home – 4:27
9. Blue Skies Bring Tears (alternate version) – 3:18
10. White Spyder – 3:37
11. In My Body – 6:50
12. If There Is A God (full band) – 2:08
13. Le Deux Machina – 1:54
14. Here’s To The Atom Bomb (new wave version) – 3:44

Aus der Digitalisierung des Radiosenders Q101 resultiert auch eine 2CD-Version, auf der die drei EPs auf einer CD zusammengefasst sind.

## Besetzung
- Jimmy Chamberlin – Schlagzeug
- Billy Corgan – Gesang/Gitarre
- James Iha – Gesang/Gitarre
- D’arcy Wretzky – Bass
- Mike Garson – Keyboard „Le Deux Machina“